# Michel Mirowski
Mieczysław „Michel“ Mirowski (* als Mordechai Frydman am 14. Oktober 1924 in Warschau; † 26. März 1990) war Miterfinder des implantierbaren automatischen Defibrillators (ICD).
Der 1924 in Polen geborene Michel Mirowski musste während des Zweiten Weltkriegs vor den Nationalsozialisten fliehen. Nach dem Krieg ließ er sich in Israel, Mexiko-Stadt, Baltimore und Frankreich zum Mediziner ausbilden, was er 1954 mit seiner Promotion abschloss. Der plötzliche Herztod eines Kollegen durch Herzkammerflimmern war 1967 das Schlüsselerlebnis des Arztes für seine weitere Forschungen im Fachgebiet der Kardiologie. Im Juli 1969 entwickelte er zusammen mit Morton M. Mower am Sinai Hospital in Baltimore den ersten Prototyp eines Gerätes, welches lebensbedrohliche Herzrhythmusstörungen wieder in einen normalen Takt bringen sollte. Schon einen Monat später testeten sie diesen Vorläufer des ICD an einem Hund. 1972 begann die Zusammenarbeit mit dem Medizintechnik-Unternehmen Medrad, das der Arzt und Ingenieur Stephen Heilman aufgebaut hatte. Zum Entwicklungsteam gehörte außerdem der Ingenieur Alois Langer. Nachdem 1980 erstmals einem Menschen erfolgreich der erste automatische Defibrillator eingesetzt worden war, arbeiteten Mirowski und seine Kollegen in den folgenden Jahren daran, das Gerät zu verkleinern und technisch so zu verbessern, dass die Implantation keine Öffnung des Brustkorbes mehr erforderte.
Ende der 1980er Jahre wurde bei Mirowski eine Knochenmarkserkrankung festgestellt, an der er im März 1990 starb.